# Пам'ятник Героям, які поклали голову за незалежність та свободу України (Харків)
Пам'ятник Героям, які поклали голову за незалежність та свободу України — (до 2014 — Пам'ятник борцям Жовтневої революції) пам'ятник на Університетській вулиці. Урочисто відкритий 6 листопада 1957 року. Автор пам'ятника — архітектор Л. В. Гурова.

## Стара композиція

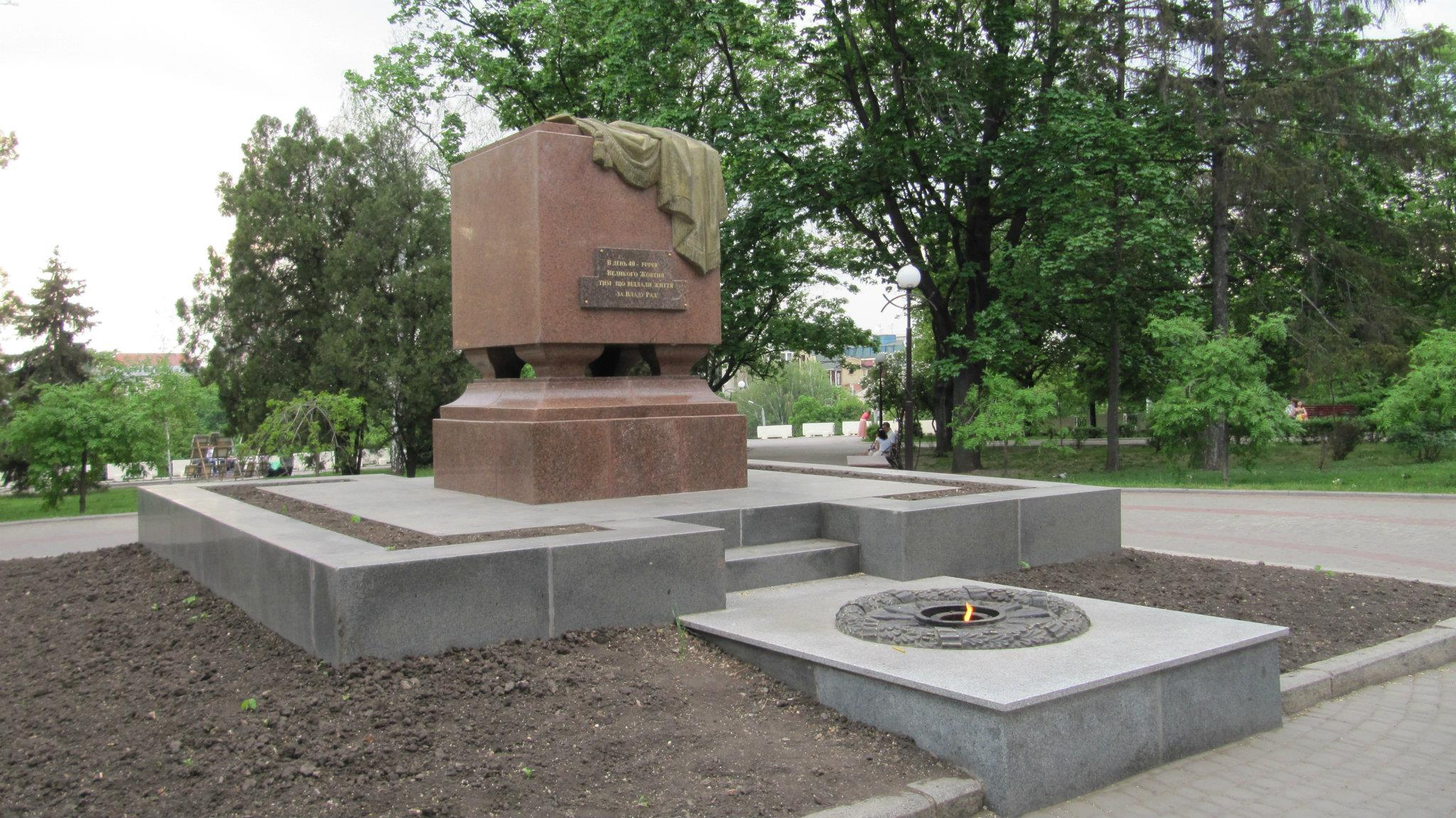
Пам'ятник борцям Жовтневої революції.

Пам'ятник відкрито на місці зруйнованого під час Другої Світової війни будівлі Будинку Червоної Армії.
За задумом автора, композиція монументу мала такий вигляд: на невеликому підвищенні встановлена траурна урна з червоного полірованого граніту, на якій приспущено бронзове полотнище революційного прапора. Золотими літерами на урні написано українською мовою у 4 рядки: «В день 40-річчя/ Великого Жовтня/ тим, що віддали життя/ за Владу Рад».
У дні святкування 40-річчя Комуністичної партії України, 12 квітня 1958 р., біля підніжжя пам'ятника запалено Вічний вогонь.

## Переробка

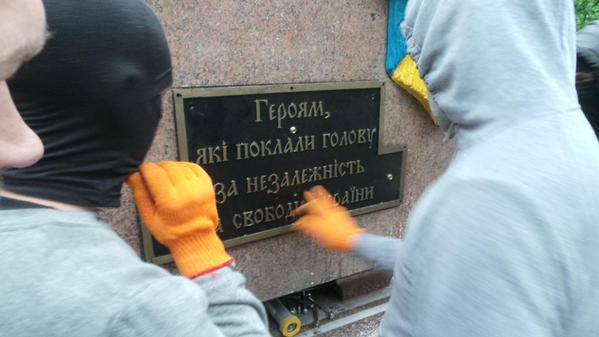
Декомунізація пам'ятника Борцям Жовтневої революції 9 травня 2015.

9 травня 2015 року на пам'ятнику Борцям Жовтневої революції у Харкові, активісти «Громадської варти» замінили табличку — замість напису на честь борців Жовтневої революції, повісили напис «Героям, що поклали голову за незалежність та свободу України».
Як пояснила активістка Тетяна Пасинок, півсотні активістів зібралися біля монумента та замінили табличку.
«Уперше нову табличку встановили в середу, але наступного дня її вже зняли. Напередодні вдень представники міської влади приїхали, щоб повернути монументу колишню табличку, але активісти не дали цього зробити», — зазначила Пасинок.
За її словами, тепер монумент цілодобово охоронятимуть активісти «Східного корпусу».
«Ми поміняли табличку, щоб не допустити провокацій на 9 травня», — додала Пасинок.
Раніше, у ніч на 1 травня, невідомі зняли табличку з монумента в сквері на вулиці Університетьській і розфарбували пам'ятник у жовто-блакитний колір.
Комунальна служба повернула пам'ятнику колишній вигляд, але 3 травня невідомі знову його перефарбували.
Згідно з законом про декомунізацію пам'ятник підлягав демонтажу, але діяльність активістів та подальше перейменування врятували долю монументу. 
Пізніше пам'ятник увійшов до реєстрів вже під новою назвою.